# 高市贵
高市贵（？—？），善无郡（今山西省朔州市右玉县）人，北魏、东魏官员。

## 生平
高市贵年少时就有军事才能。孝昌初年，恒州内部敕勒人刘仑等人聚众反叛，高市贵出任都督，率领众人讨伐刘仑，一战就击败了刘崙。高市贵屡次升任抚军将军、谏议大夫。等到尔朱荣册立魏孝庄帝，高市贵也有参与的功劳，升任卫将军、光禄大夫、秀荣大都督、第一领民酋长，获赐爵上洛县伯。尔朱荣在滏口进攻葛荣时，以高市贵为前锋都督。葛荣被平定后，高市贵出任使持节、汾州刺史，很快出任晋州刺史。纥豆陵步藩入侵扰乱并州时，高欢击败纥豆陵步藩，高市贵也随行有战功，出任骠骑大将军、仪同三司，封常山郡公，食邑一千五百户。
高欢在信都起兵时，高市贵参与了谋划。等到樊子鹄据州城反叛，高市贵随大都督娄昭讨伐。樊子鹄被平定后，高市贵出任西兖州刺史，没有前往上任。天平初年，高市贵再任晋州刺史。高欢认为洪峒是险要之地，派遣高市贵去镇守。
高欢在沙苑之战中失利后，代理晋州刺史封祖业弃城逃回，晋州百姓柴览聚众作乱。高欢命令高市贵讨伐柴览，柴览逃到柴壁，高市贵将他击败斩首。当时，东雍州、南汾州二州境内很多人群聚做盗匪，因为高市贵平定了柴览，盗匪们都解散回家。之后秀荣五千户反叛响应山胡，高欢又派高市贵出任行台，统帅各路兵马将秀荣讨伐平定。元象年间，高市贵跟随高欢在邙山之战击败宇文泰，再度出任晋州刺史、西道军司，率领军队进攻怀州的逆贼潘集。高市贵还没到怀州，因病在路上去世。朝廷赠予并汾怀建东雍五州军事、太尉公、并州刺史。高市贵的儿子高阿那肱显贵而受宠信后，朝廷追赠高市贵太师、太尉公、录尚书事，追封成皋王，敕令高市贵第二子高孔雀袭爵。

## 家庭

### 儿子
- 高孔雀，北齐成皋王
- 高阿那肱，北周大将军、隆州刺史

## 延伸阅读
[在维基数据编辑]
 《北齊書/卷19》，出自李百药《北齊書》